# Llista de peixos de les cascades Boyoma
Aquesta llista de peixos de les cascades Boyoma inclou 88 espècies de peixos que es poden trobar actualment a les cascades Boyoma (conca del riu Lualaba a la República Democràtica del Congo) ordenades per l'ordre alfabètic de llurs noms científics.

## A
- Alestes liebrechtsii
- Atopochilus christyi

## B
- Brienomyrus brachyistius

## C

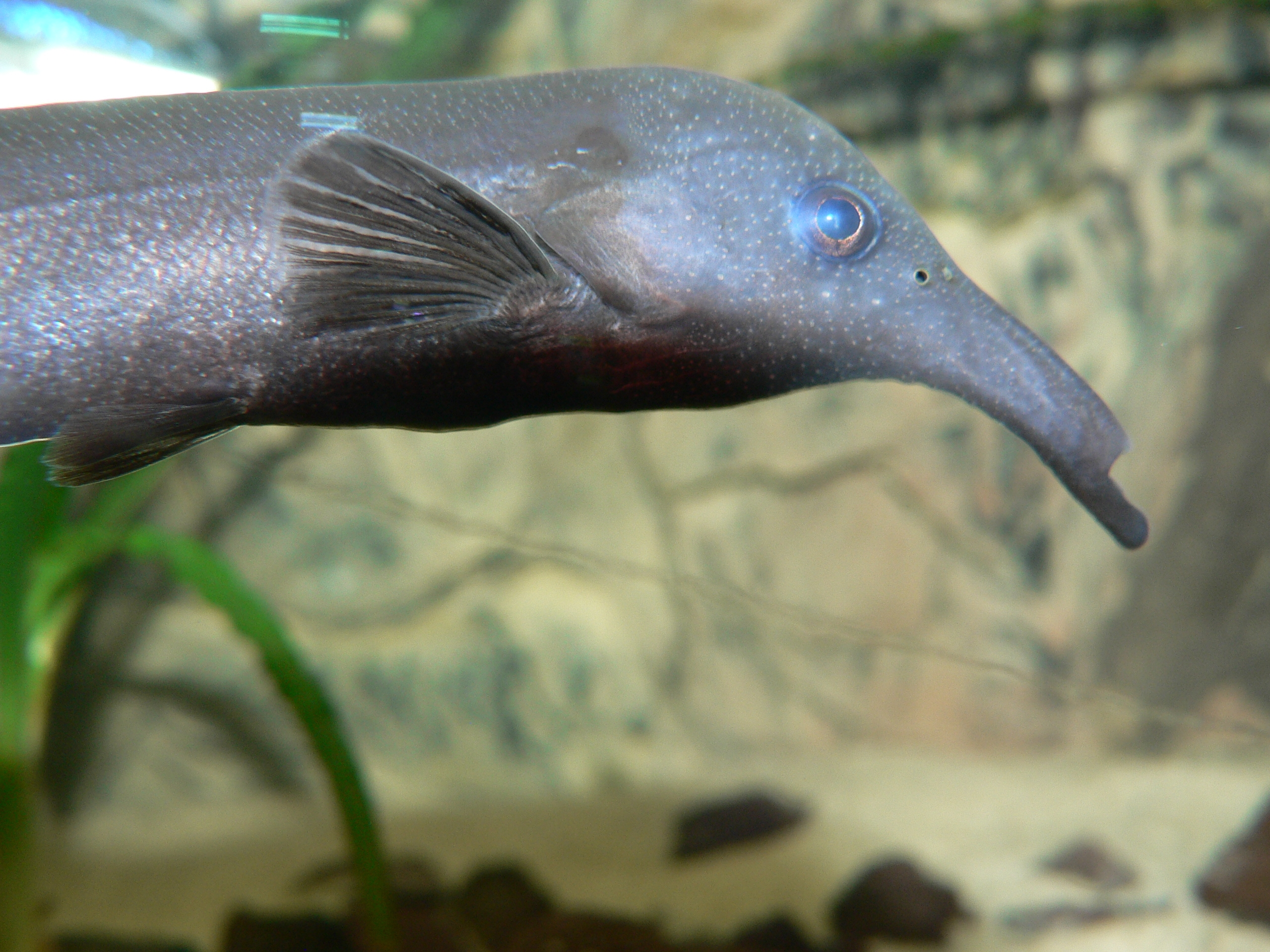
Campylomormyrus elephas

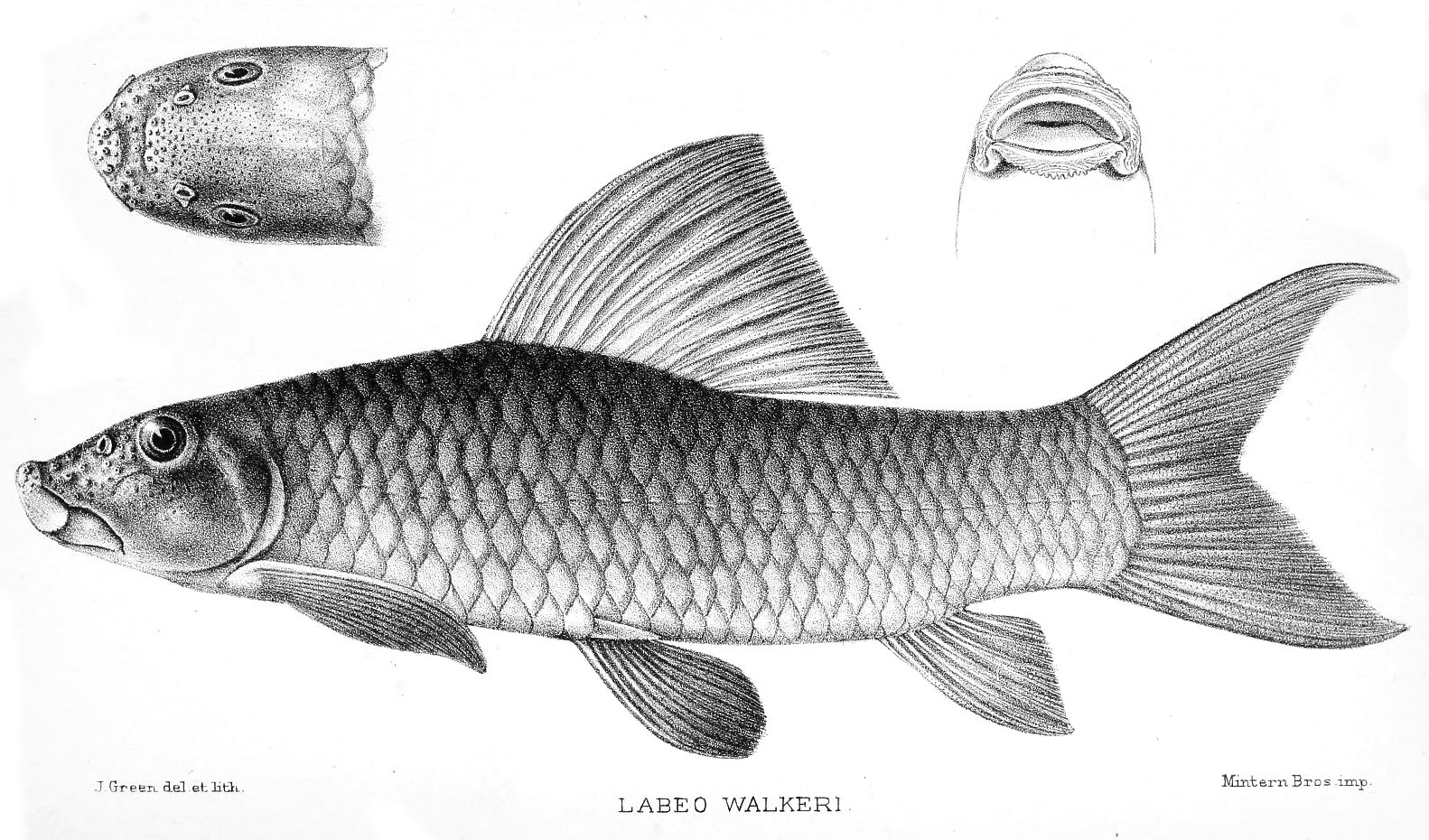
Labeo parvus (il·lustració del 1902)

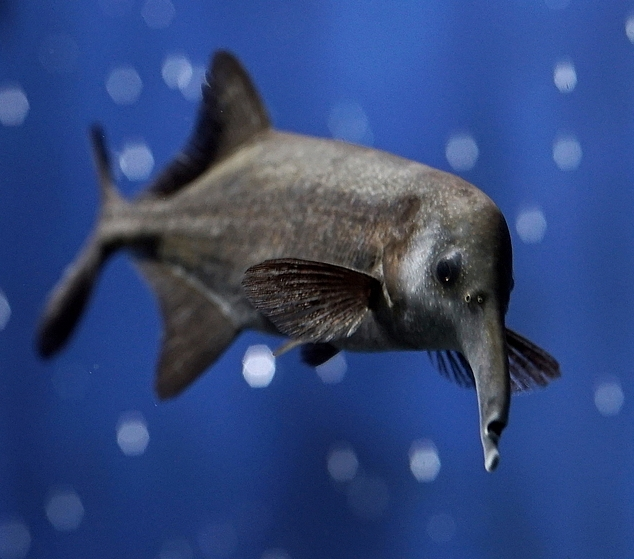
Gnathonemus petersii

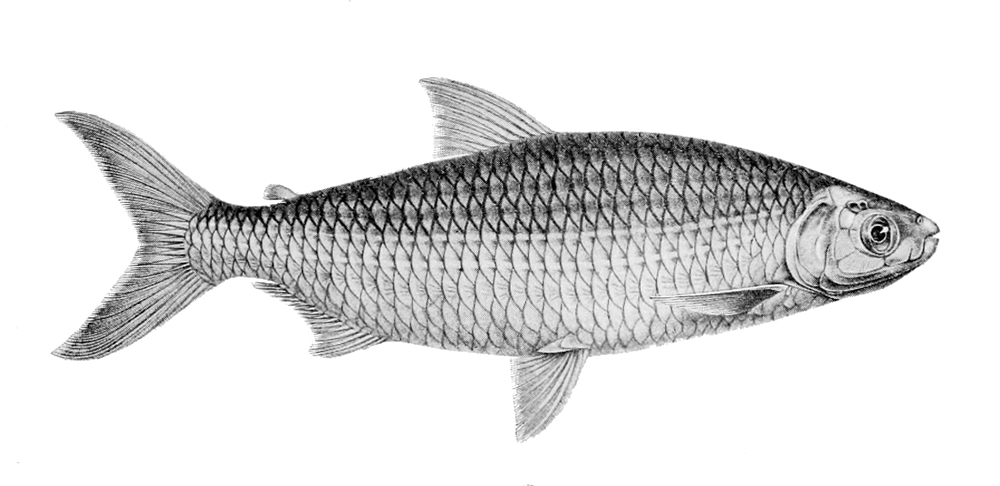
Alestes liebrechtsii (il·lustració del 1901)

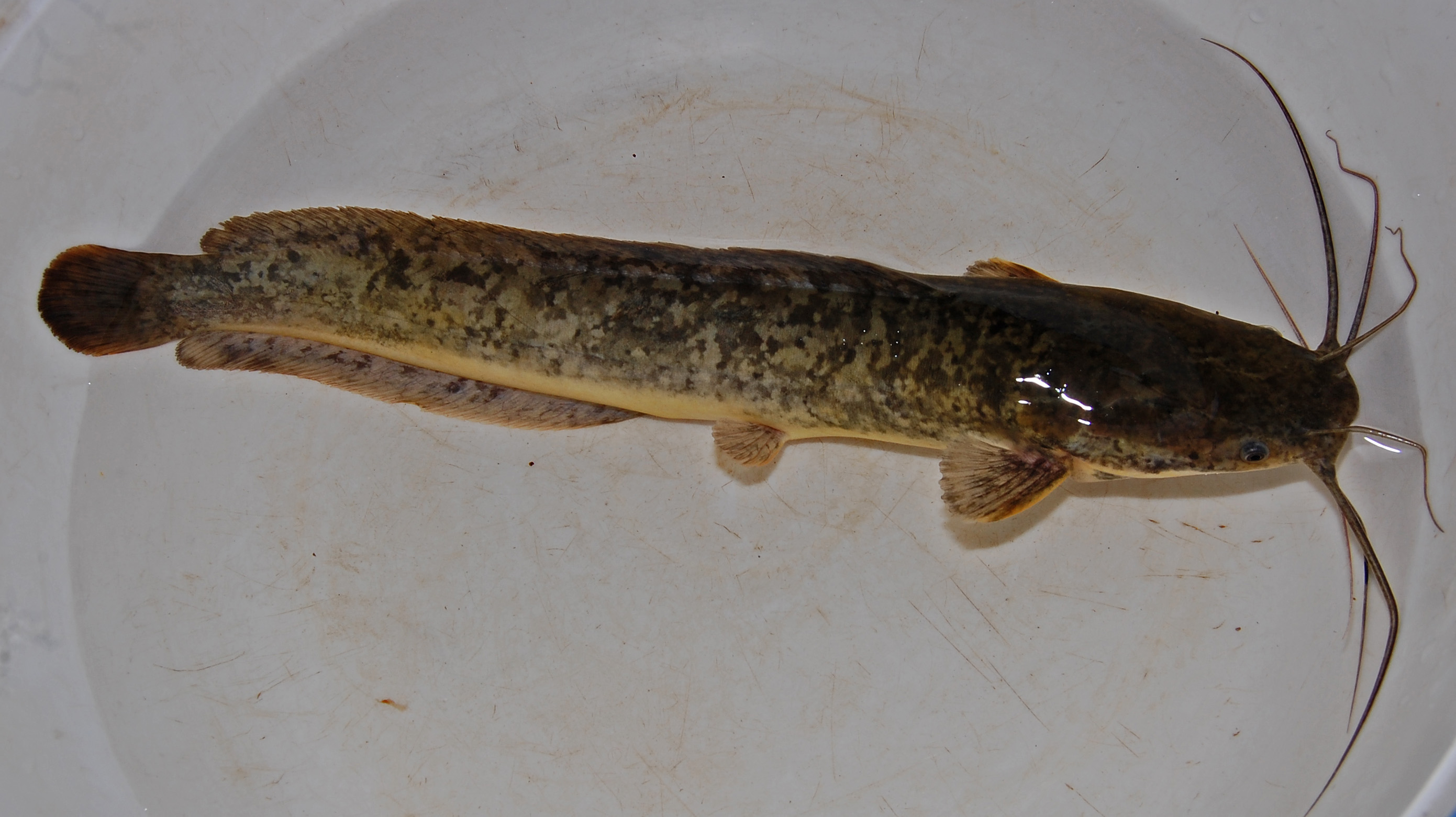
Clarias gariepinus

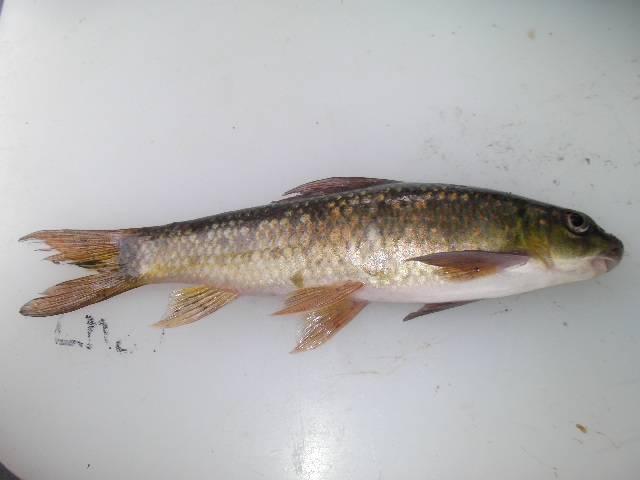
Labeo cylindricus

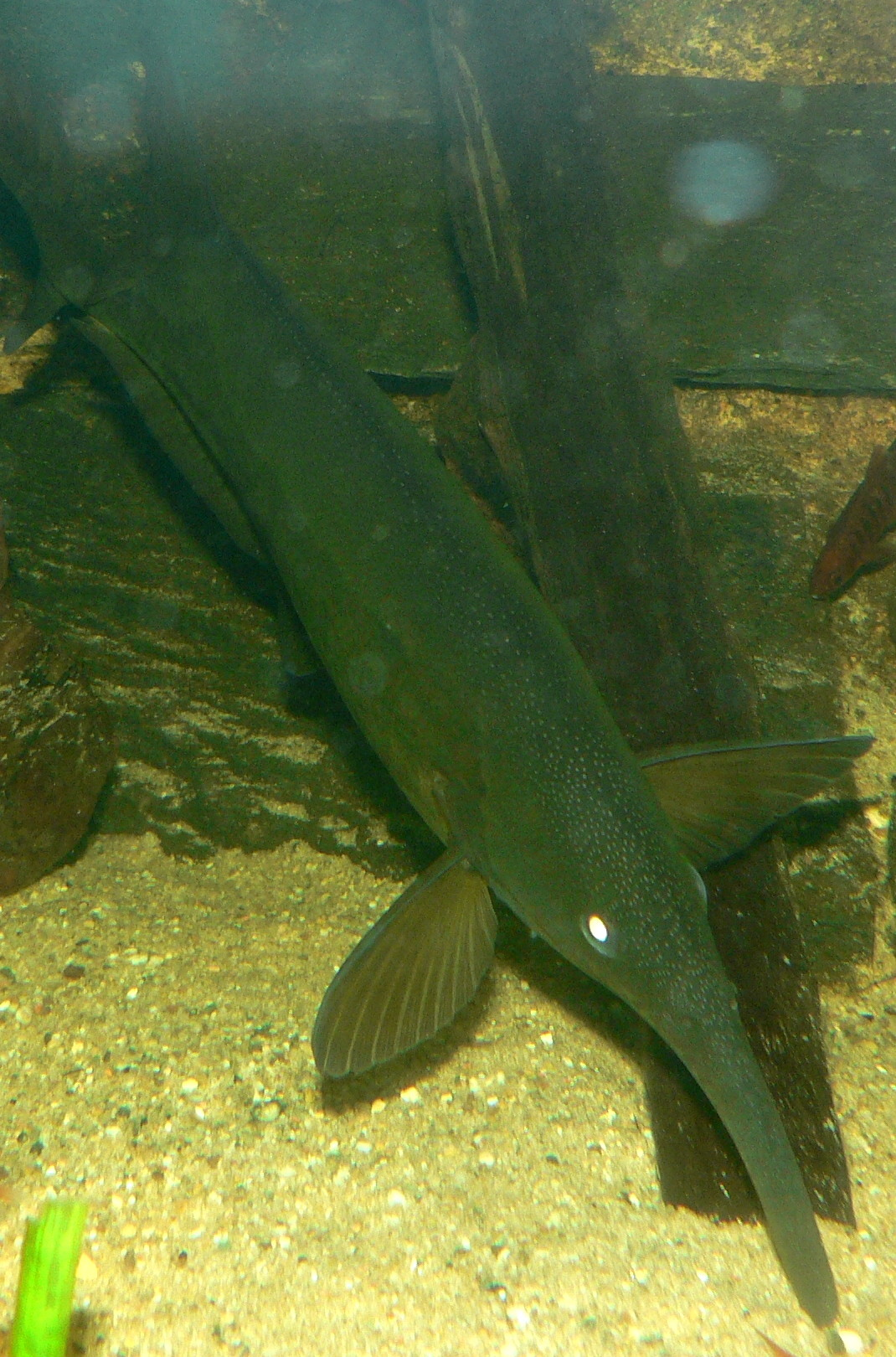
Campylomormyrus numenius

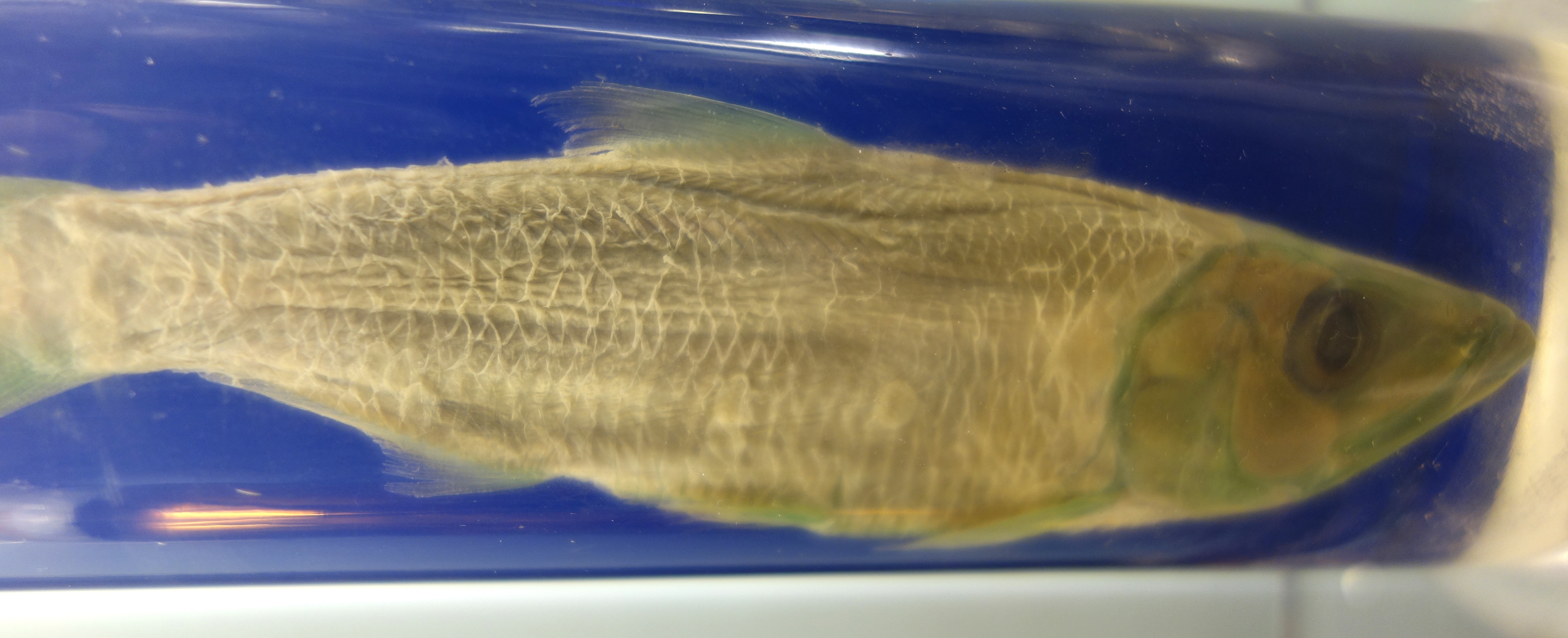
Odaxothrissa losera

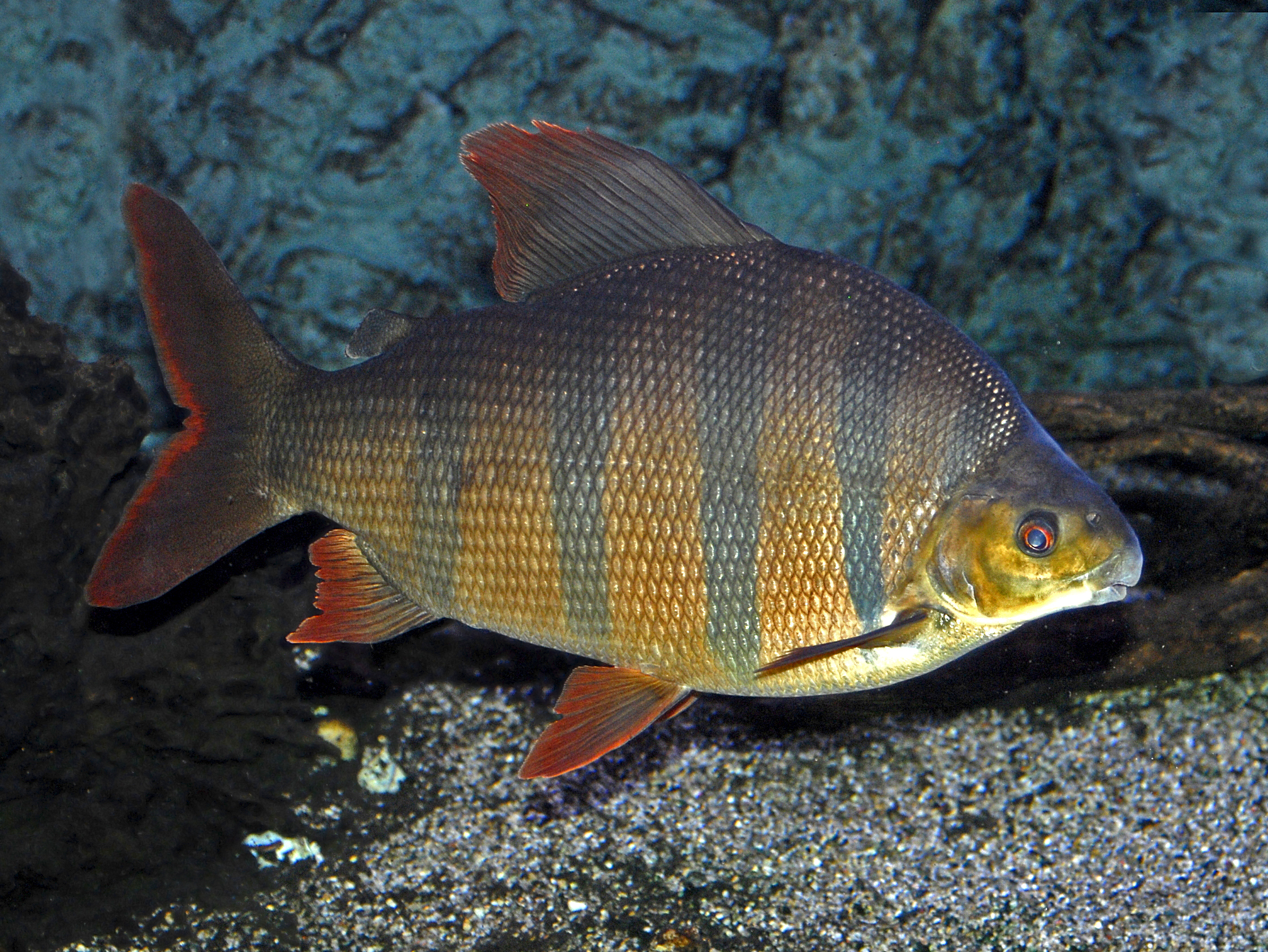
Distichodus sexfasciatus

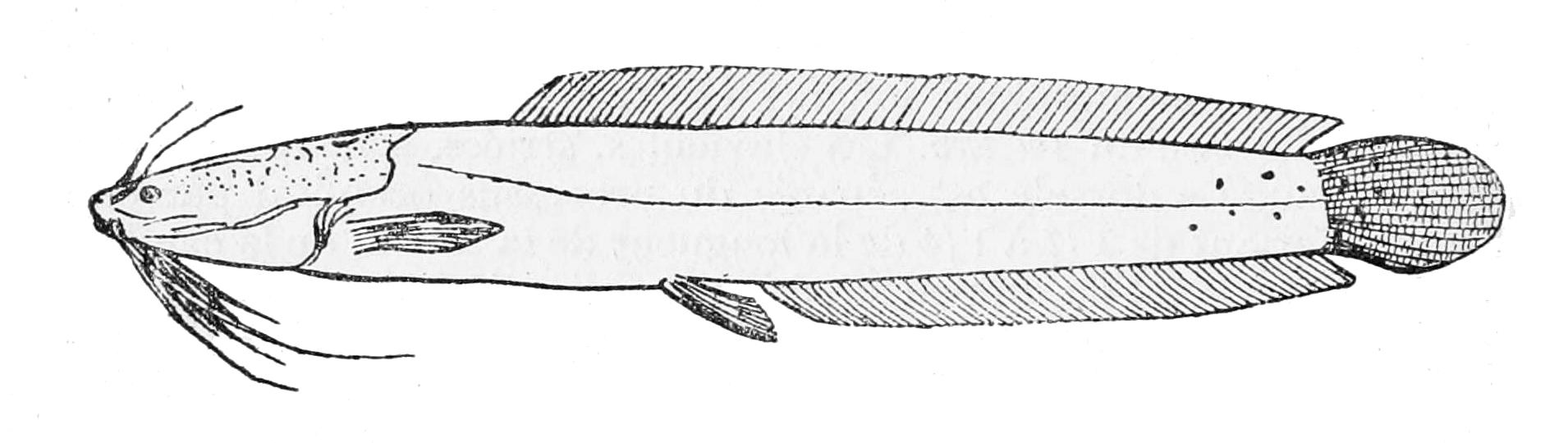
Clarias camerunensis (il·lustració del 1923)

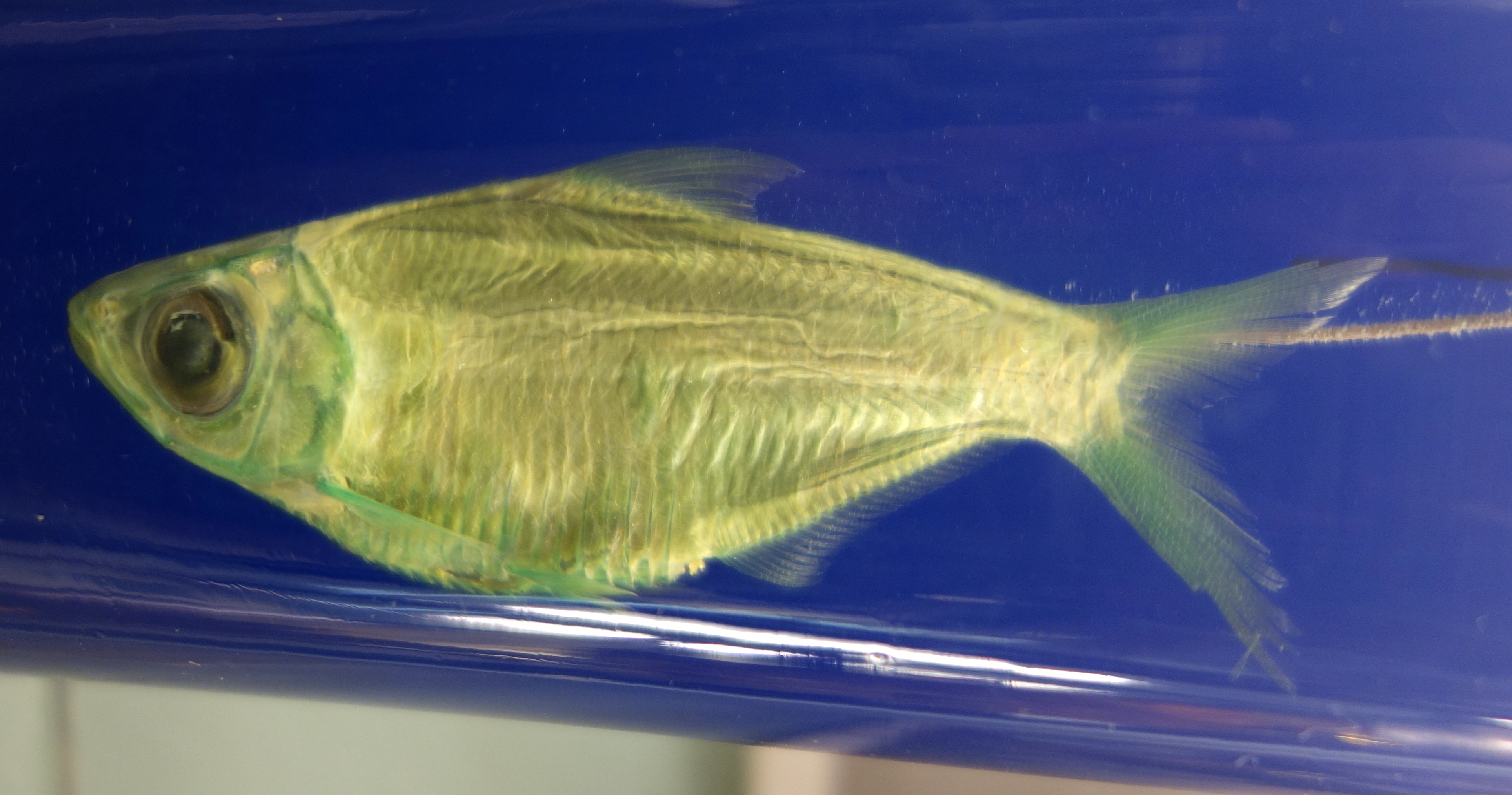
Microthrissa royauxi

- Campylomormyrus alces
- Campylomormyrus elephas
- Campylomormyrus mirus
- Campylomormyrus numenius
- Campylomormyrus rhynchophorus
- Campylomormyrus tamandua
- Chiloglanis congicus
- Chiloglanis lukugae
- Chiloglanis micropogon
- Chrysichthys cranchii
- Chrysichthys delhezi
- Chrysichthys longipinnis
- Clarias camerunensis
- Clarias dumerilii
- Clarias gariepinus
- Clarias hilli
- Congoglanis alula

## D
- Distichodus sexfasciatus
- Dolichamphilius longiceps

## E
- Euchilichthys guentheri

## G
- Gnathonemus petersii

## H
- Hippopotamyrus psittacus
- Hippopotamyrus wilverthi

## L
- Labeo alticentralis
- Labeo barbatus
- Labeo coubie
- Labeo cyclopinnis
- Labeo cyclorhynchus
- Labeo cylindricus
- Labeo greenii
- Labeo kirkii
- Labeo lineatus
- Labeo longipinnis
- Labeo lukulae
- Labeo nasus
- Labeo parvus
- Labeo quadribarbis
- Labeo simpsoni
- Labeo weeksii
- Leptocypris modestus
- Leptocypris weeksii
- Leptocypris weynsii
- Leptoglanis xenognathus

## M
- Marcusenius bentleyi
- Marcusenius stanleyanus
- Mastacembelus traversi
- Microthrissa congica
- Microthrissa royauxi
- Mormyrops lineolatus
- Mormyrops sirenoides
- Mormyrus caballus
- Mormyrus ovis
- Myomyrus macrops
- Myomyrus pharao

## N
- Nannocharax brevis
- Nannocharax elongatus

## O
- Odaxothrissa losera

## P
- Parailia congica
- Pellonula vorax
- Phractura fasciata
- Phractura tenuicauda
- Pollimyrus plagiostoma
- Polypterus congicus
- Protopterus aethiopicus

## S
- Schilbe congensis
- Schilbe grenfelli
- Schilbe intermedius
- Schilbe marmoratus
- Stomatorhinus microps
- Stomatorhinus polylepis
- Synodontis acanthomias
- Synodontis alberti
- Synodontis congicus
- Synodontis decorus
- Synodontis greshoffi
- Synodontis longirostris
- Synodontis nummifer
- Synodontis pleurops
- Synodontis smiti

## T
- Tetracamphilius angustifrons
- Tetraodon mbu
- Tetraodon miurus
- Tylochromis elongatus[1]

## Z
- Zaireichthys heterurus
- Zaireichthys mandevillei[2]